# Kozarzewek
Kozarzewek – wieś w Polsce położona w województwie wielkopolskim, w powiecie konińskim, w gminie Kazimierz Biskupi.
Podczas II wojny światowej Niemcy wywieźli na roboty przymusowe do Niemiec 30 mieszkańców Kozarzewka. Z kolei okupanci osiedlili we wsi 38 Niemców. 
W latach 1975–1998 miejscowość administracyjnie należała do województwa konińskiego.

## Inne informacje
W latach 2007–2011 w Kozarzewku istniał klub piłkarski „GKS Lech Kozarzewek”. Od 2008 roku do samego końca istnienia klub grał w konińskiej klasie A. 